# Manuel Ferriol
Manuel Ferriol Martínez (Valencia, España, 13 de agosto de 1998) es un futbolista español. Juega de centrocampista y su equipo actual es el UMF Tindastóll de Finlandia.

## Trayectoria

### Inicios
Ferriol jugó en las inferiores del Levante entre 2010 y 2016, antes de mudarse a los Estados Unidos y jugar fútbol universitario en la Universidad James Madison en Harrisonburg, Virginia. Con los James Madison Dukes, Ferriol jugó 64 encuentros, anotó 32 goles y registró 11 asistencias.
En su último año de universidad jugó por el Long Island Rough Riders de la USL League Two, anotando 5 goles en 12 encuentros.

### Profesionalismo
El 9 de febrero de 2020 fue seleccionado por el FC Dallas en el puesto 40 del Superdraft de la MLS 2020, sin embargo no firmó contrato con el club.
El 27 de febrero de 2020, Ferriol fichó por el FC Tucson de la USL League One. Debutó con el club el 12 de septiembre de 2020 en la derrota por 2-0 ante el North Texas SC.

## Estadísticas
Actualizado al último partido disputado el 18 de octubre de 2020.
| Club                                    | Div.          | Temporada     | Liga  | Liga  | Copas nacionales | Copas nacionales | Copas internacionales | Copas internacionales | Total | Total |
| Club                                    | Div.          | Temporada     | Part. | Goles | Part.            | Goles            | Part.                 | Goles                 | Part. | Goles |
| --------------------------------------- | ------------- | ------------- | ----- | ----- | ---------------- | ---------------- | --------------------- | --------------------- | ----- | ----- |
| Long Island Rough Riders Estados Unidos |               |               |       |       |                  |                  |                       |                       |       |       |
| 4.ª                                     | 2019          | 12            | 5     | -     | -                | -                | -                     | 12                    | 5     |       |
| Total club                              | Total club    | 12            | 5     | 0     | 0                | 0                | 0                     | 12                    | 5     |       |
| FC Tucson Estados Unidos                |               |               |       |       |                  |                  |                       |                       |       |       |
| 3.ª                                     | 2020          | 9             | 0     | -     | -                | -                | -                     | 9                     | 0     |       |
| Total club                              | Total club    | 9             | 0     | 0     | 0                | 0                | 0                     | 9                     | 0     |       |
| Total carrera                           | Total carrera | Total carrera | 21    | 5     | 0                | 0                | 0                     | 0                     | 21    | 5     |